# 柳梧公园
柳梧公园是中国西藏自治区拉萨市城关区柳梧大桥附近的一座公园，紧邻拉萨河。该公园于2007年7月开工建设，于2008年5月对市民开放。公园内的中心景观为中心小岛，占地约100平方米。